# Környe
Környe  (németül: Kirne) község Komárom-Esztergom vármegyében, a Tatabányai járásban.

## Fekvése
A Vértesalja északkeleti peremén, az Által-ér partján, Tatabányától mintegy 5 kilométerre helyzkedik el. A megyeszékhelytől Kisbérig vezető 8135-ös út, illetve a Velencei-tó térségétől egészen Tatáig húzódó 8119-es út keresztezésénél; Oroszlánnyal a 8155-ös út, Vértessomlóval ás Várgesztessel a 81 128-as út köti össze; érinti a határszélét még a 8143-as út, illetve a Felsőgallától Környebánya érintésével idáig húzódó 8156-os út (korábbi útszámozása szerint 81 129-es út) is. Területe 45,37 km², melyhez még Környebánya, Szentgyörgypuszta, Tagyospuszta és Irtáspuszta is hozzátartozik.
Vonattal megközelíthető a Tatabánya–Oroszlány-vasútvonalon (Környe vasútállomáson ágazik el a vonaltól a Környe–Pápa-vasútvonal, de 2007. március 4. óta itt nincs személyforgalom).
Autóbusszal a 770-es, 1254-es, 1256-os, 1257-es,
1628-as, 1702-es, 1784-es, 1824-es, 1841-es, 1842-es, 1843-as, 1844-es, 1845-ös, 1846-os, 1848-as, 1851-es, 1852-es, 1854-es, 8403-as, 8419-es, 8441-es, 8443-as, 8444-es, 8460-as, 8462-es, 8464-es, 8587-es és 8594-es járatokon érhető el a település.

## Története
Az előkerült leletek alapján már a kő- és bronzkorszak idején is éltek a mai Környe területén. Gazdag római emlékekben is. Az Által-ér északi partján még ma is láthatók Quirinum, a római belső-erőd maradványai, amely a Pannonia tartomány belső területén épült tíz római erőd legnagyobbika volt. Az erőd feltárása 1930 óta zajlik, 2016-ban a plébánia udvarán megtalálták kapujának maradványait és számos pénzérmét. Ez alapján az erőd építését a 360-as évekre tehetjük. Az erődöt villagazdaságok, falusias települések vették körül.
Az okiratok szerint 1238-ban említik először „Kernye” néven. Ekkor a Csák nemzetség birtoka volt. Egy ideig Gesztes várához, majd Gerencsérvárhoz tartozott. A törökök a mohácsi csata után malmával és pusztáival együtt felperzselték a községet. A 17. század közepén gróf Csáky László református magyarokat telepített ide, akiket a katolikus gróf Esterházy József elűzött és 1745-től katolikus németeket telepített helyükre. Ekkor készített pecsétjén "Köves Környe" szerepel.
A falu központjában, 1757-ben Fellner Jakab emelte a község barokk templomát, amely a 19. század közepén leégett. 1865–66-ban Ybl Miklós tervei alapján épült újjá.
A kiegyezés utáni időben Környe is szépen fejlődött. 1887-ben Koch Adolf plébános vezetésével megalakult a környék első vidéki hitelszövetkezete. Egy évvel később felépült az iskolája, óvodája, a postahivatal és a községháza. Posztóczky Károly földbirtokos Erdőtagyoson csillagvizsgálót és meteorológiai megfigyelőállomást építtetett.
1902-ben megépült a Tatabánya-Környe-Kisbér-Pápa vasútvonal. 1912-ben megkezdődött a széntermelés Környebányán. Vízimalmot és korszerű hengermalmot is létesítettek a faluban. 1947 augusztusában a falu németajkú lakosságának egy részét az akkori törvények értelmében kitelepítették.
1949-ben megalakult a helyi termelőszövetkezet és az országos hírűvé vált állami gazdaság, illetve jogutódja a Mezőgazdasági Kombinát, mely jelenleg részvénytársasági formában működik.

## Címerének leírása
A címerpajzs álló, csücskös-talpú, függőlegesen osztott (hasított). A jobb oldali vörös mezőben ún. légiós zászló van, tetején körívben kiterjesztett szárnyú sassal, a zászló mezőben az „S. P. Q. R.” betűk vannak (SENATVS POPVLVSQVE ROMANVS – A római nép és szenátus). A betűk színe fekete. A bal oldali zöld mezőben felül egy arany búzakéve, alatta egy ezüst ekevas. A búzakéve és az ekevas szélső oldalán egy kiegyenesített ezüst kasza helyezkedik el. A sisakdísz helyén a címerpajzzsal nem érintkező 1238-as évszám került elhelyezésre. A címer alatt arany kartuson fekete betűvel „KÖRNYE” felirat; a zászló alatt vízszintes ezüstszínű hullámos pólya.

## Közélete

### Polgármesterei
- 1990–1994: Horváth Miklós (független)[10]
- 1994–1998: Horváth Miklós (független)[11]
- 1998–2002: Horváth Miklós (független)[12]
- 2002–2006: Horváth Miklós Endre (független)[13]
- 2006–2010: Beke László (független)[14]
- 2010–2014: Beke László (független)[15]
- 2014–2019: Beke László (független)[16]
- 2019–2024: Beke László (független)[17]
- 2024– : Beke László (független)[1]

## Népesség
A település népességének változása:
| Lakosok száma | 4418 | 4418 | 4379 | 4678 | 4604 | 4776 | 4858 |
|               | 2013 | 2014 | 2015 | 2021 | 2022 | 2023 | 2024 |

A 2011-es népszámlálás során a lakosok 83,6%-a magyarnak, 5,6% németnek, 0,3% románnak, 0,2% szlováknak mondta magát (16,3% nem nyilatkozott; a kettős identitások miatt a végösszeg nagyobb lehet 100%-nál). A vallási megoszlás a következő volt: római katolikus 34,5%, református 7,7%, evangélikus 0,9%, görögkatolikus 1,1%, felekezeten kívüli 21,3% (33,5% nem nyilatkozott).
2022-ben a lakosság 86,3%-a vallotta magát magyarnak, 3,8% németnek, 0,3% cigánynak, 0,2% románnak, 0,2% ukránnak, 0,1% szlováknak, 2,4% egyéb, nem hazai nemzetiségűnek (13,4% nem nyilatkozott; a kettős identitások miatt a végösszeg nagyobb lehet 100%-nál). Vallásuk szerint 23% volt római katolikus, 5,7% református, 0,9% görög katolikus, 0,8% evangélikus, 0,6% egyéb keresztény, 0,5% egyéb katolikus, 20,6% felekezeten kívüli (47,7% nem válaszolt).

## Nevezetességei
- Környe
  - Római katolikus templom (műemlék jellegű)
  - Régi római emlékkövek a plébánia udvarán
  - Szent Orbán tölgyfaszobor
  - Millecentenáriumi emlékpark és Árpád emlékmű
  - Konkoly-Thege-kastély
  - Konkoly-Thege-kúria
  - Posztóczky-kúria
  - Szokoly-kúria
  - Közösségi ház és tájház (jelentős helytörténeti gyűjteménnyel)
  - Környei-tó(wd)
- Környebánya
  - Római erőd maradványai
  - Árpád-kori kerektemplom romjai
  - Fából faragott harangláb
  - 1956-os mártír emlékmű
  - Bányász emlékház

## Híres környeiek
- Itt született Vanya Mária (1950. január 1. – Budapest, 2009. augusztus 18.) olimpiai bronzérmes és világbajnoki ezüstérmes, Bajnokcsapatok Európa-kupája-győztes és az év magyar kézilabdázója díjjal kitüntetett magyar válogatott kézilabdázó.

## Képek

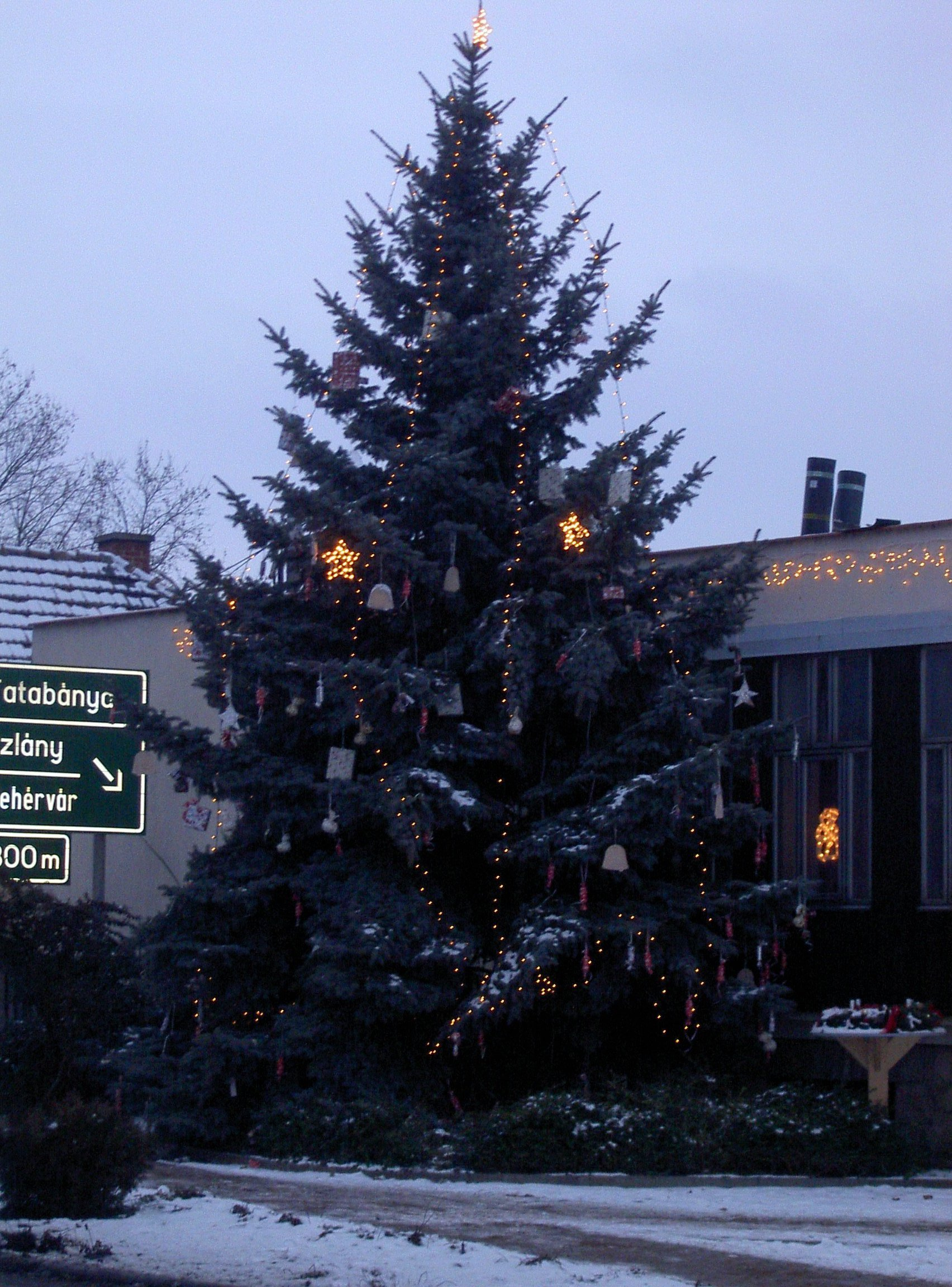
A környei karácsonyfa (2007)
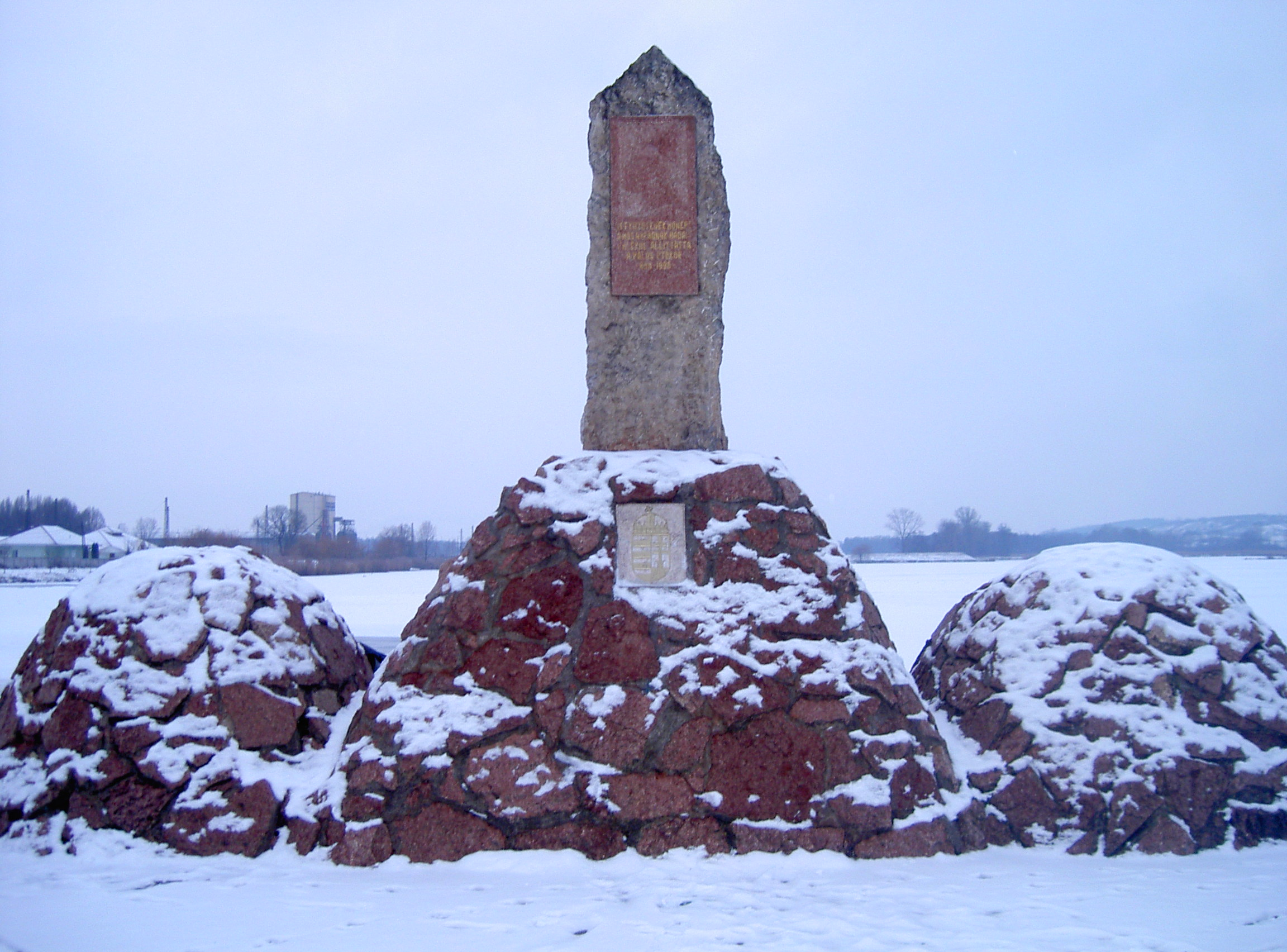
A környei Árpád-műemlék
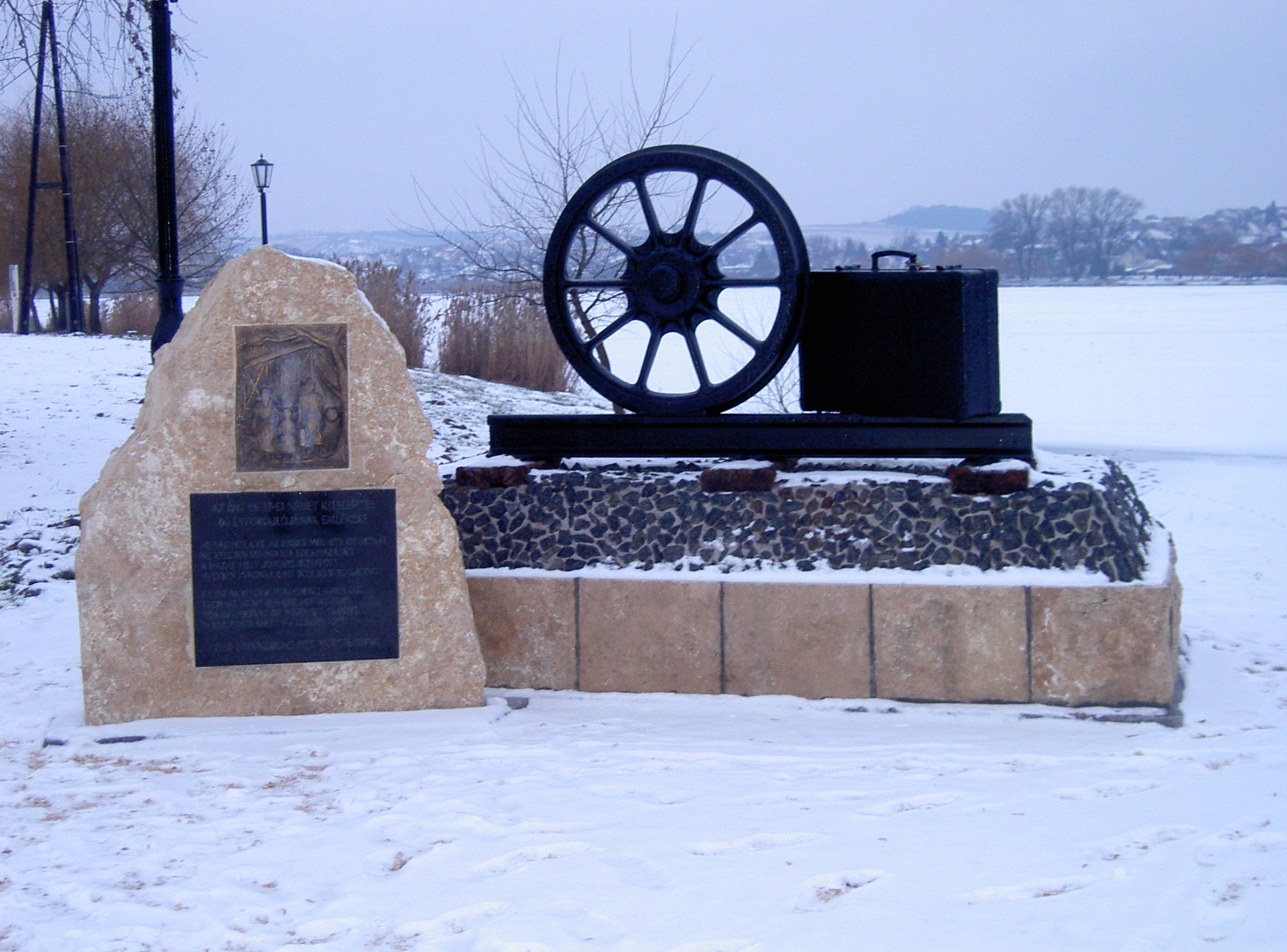
Az 1947. augusztus 27-ei német kitelepítés 60. évfordulójának emlékére
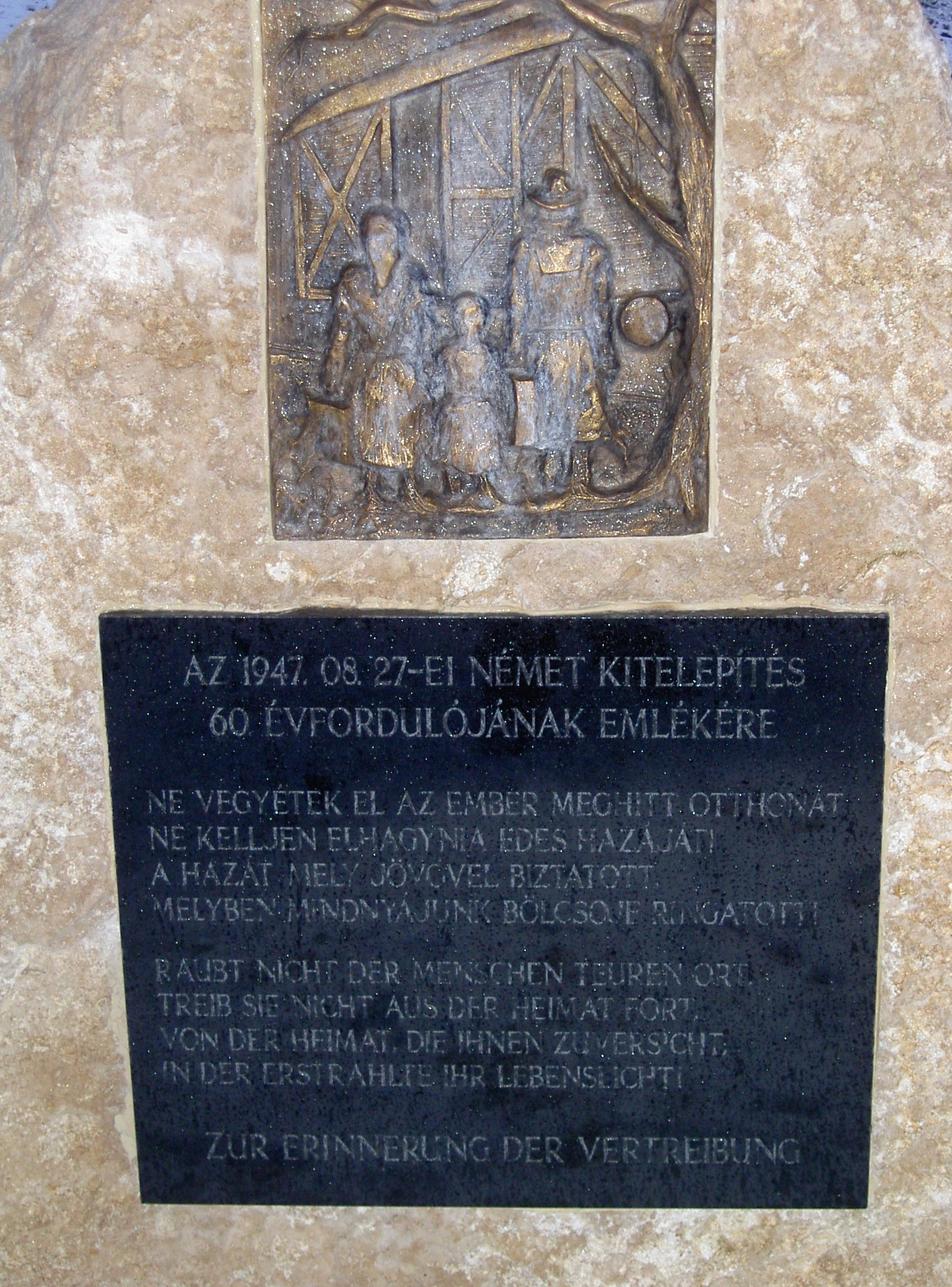
Az 1947. augusztus 27-ei német kitelepítés 60. évfordulójának emlékére (a felirat)
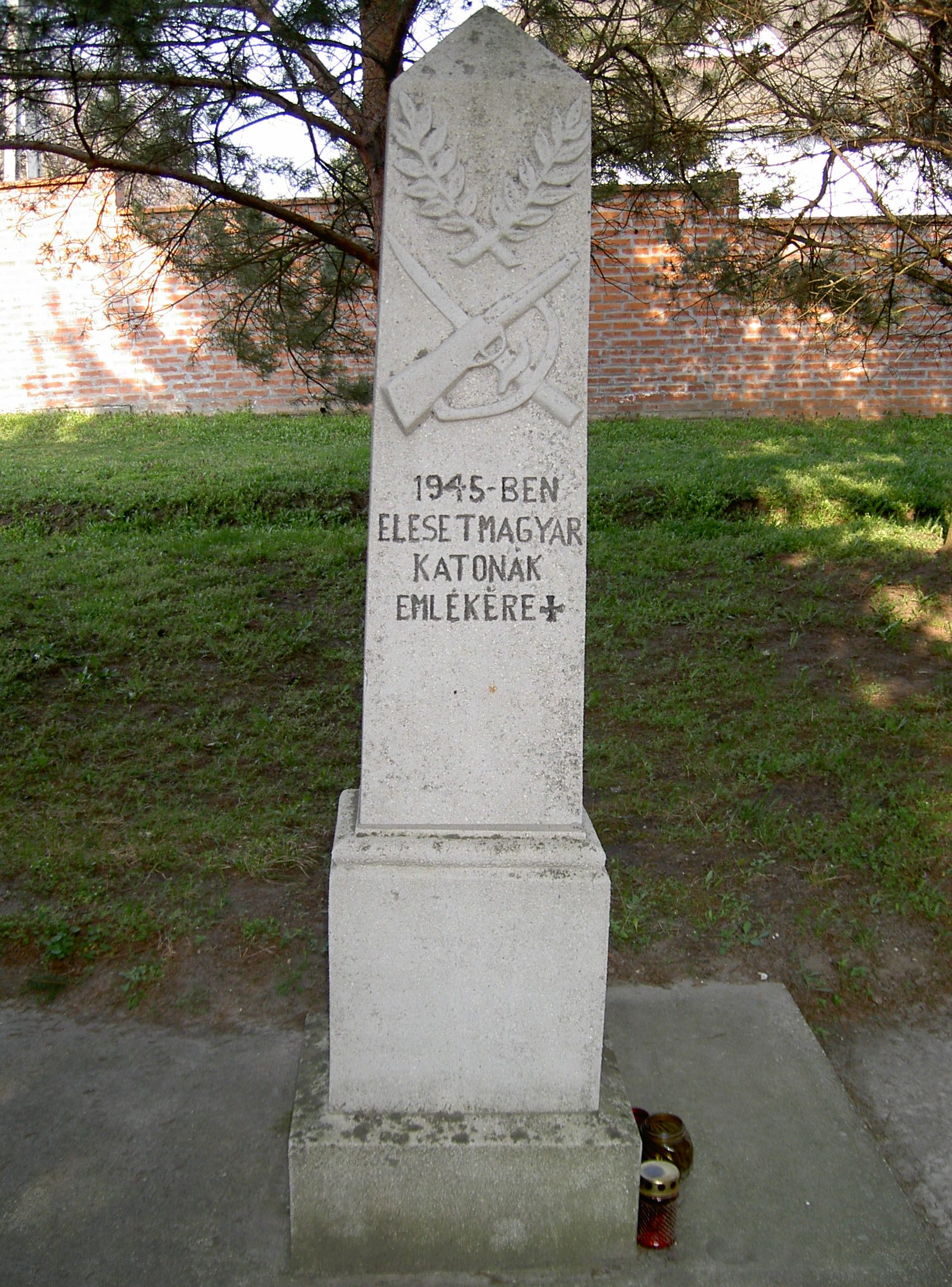
1945-ben elesett magyar katonák emlékére
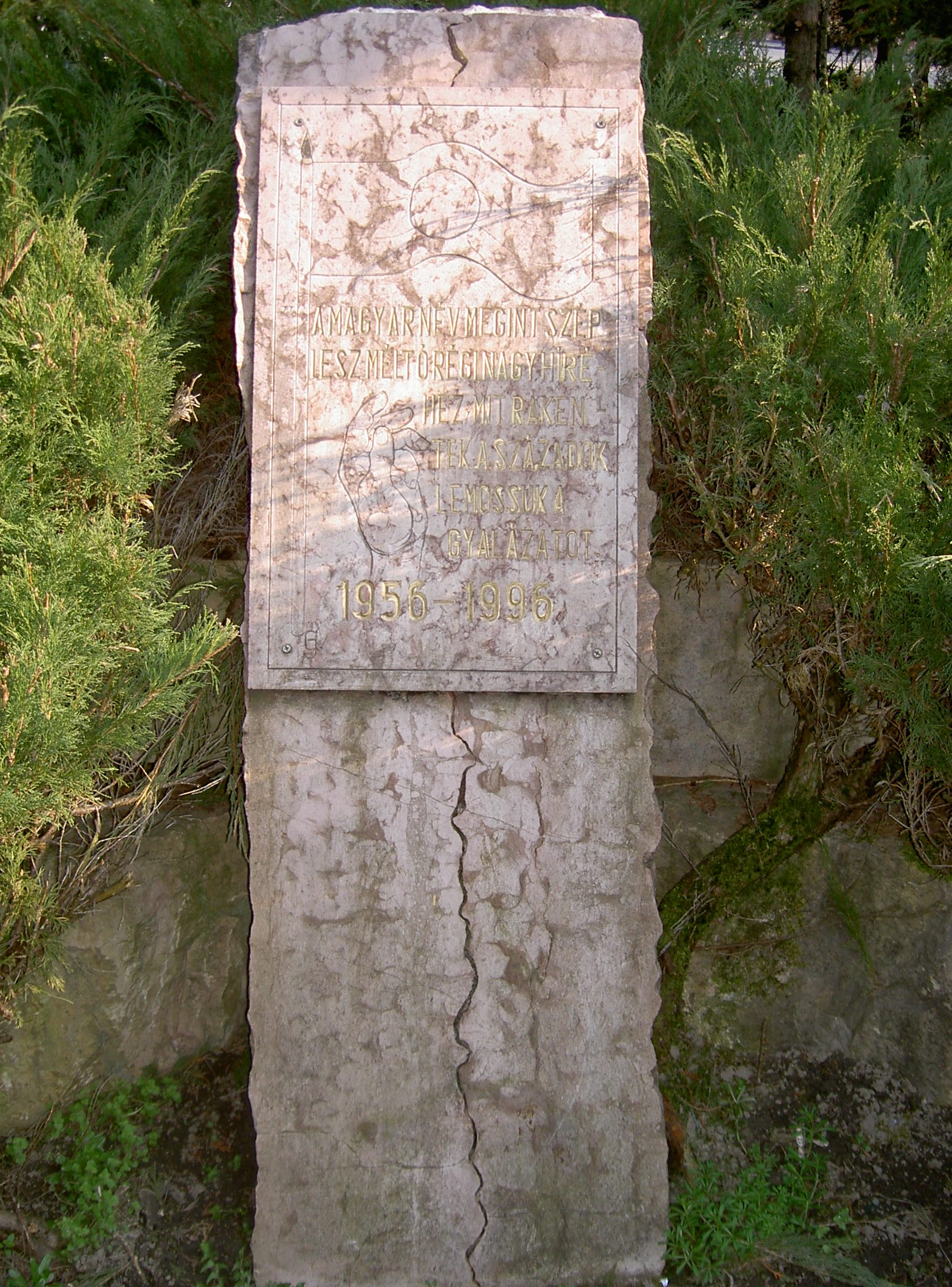
1956 40 éves évfordulója
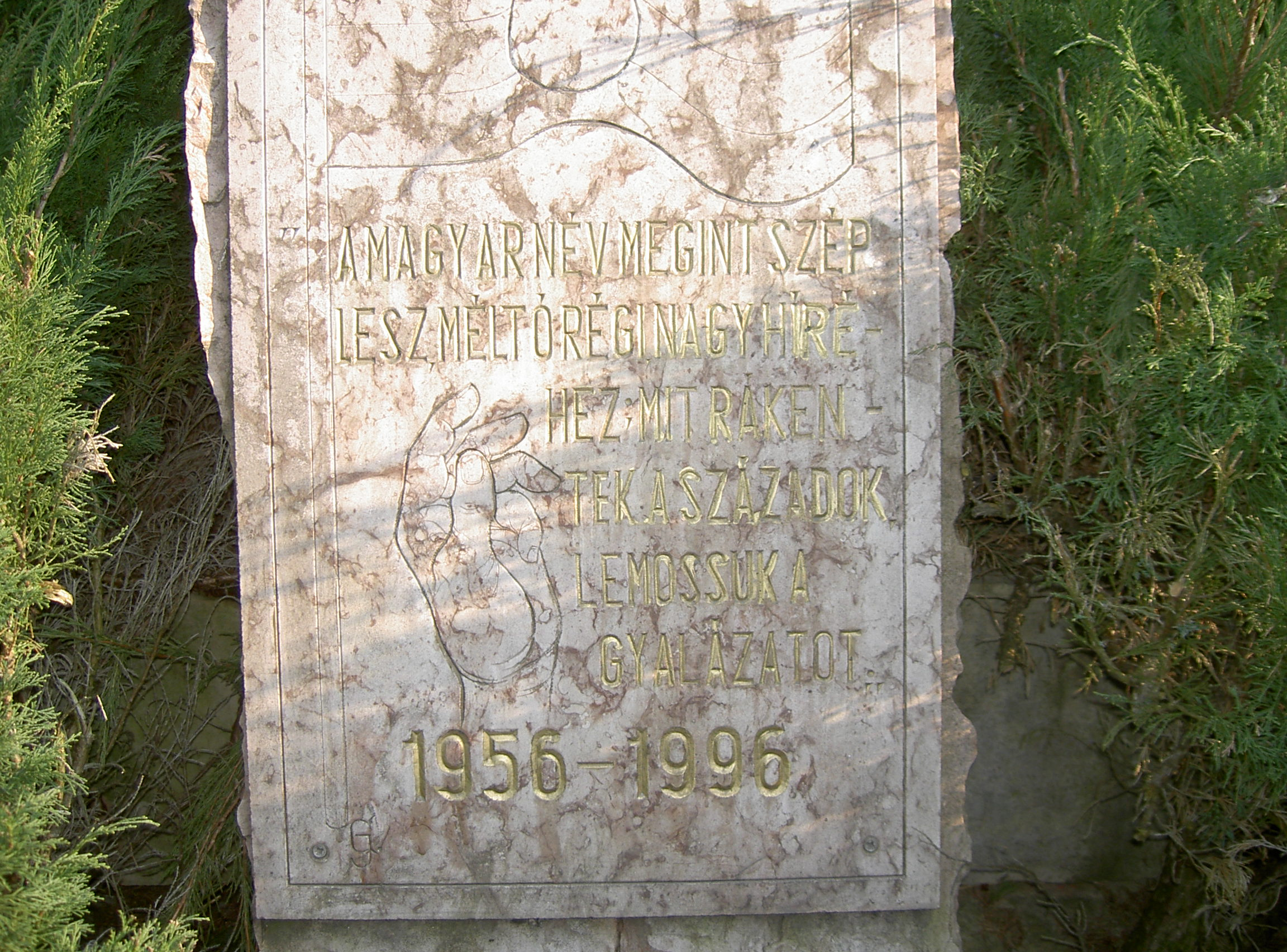
1956 40 éves évfordulója (a felirat közelről)
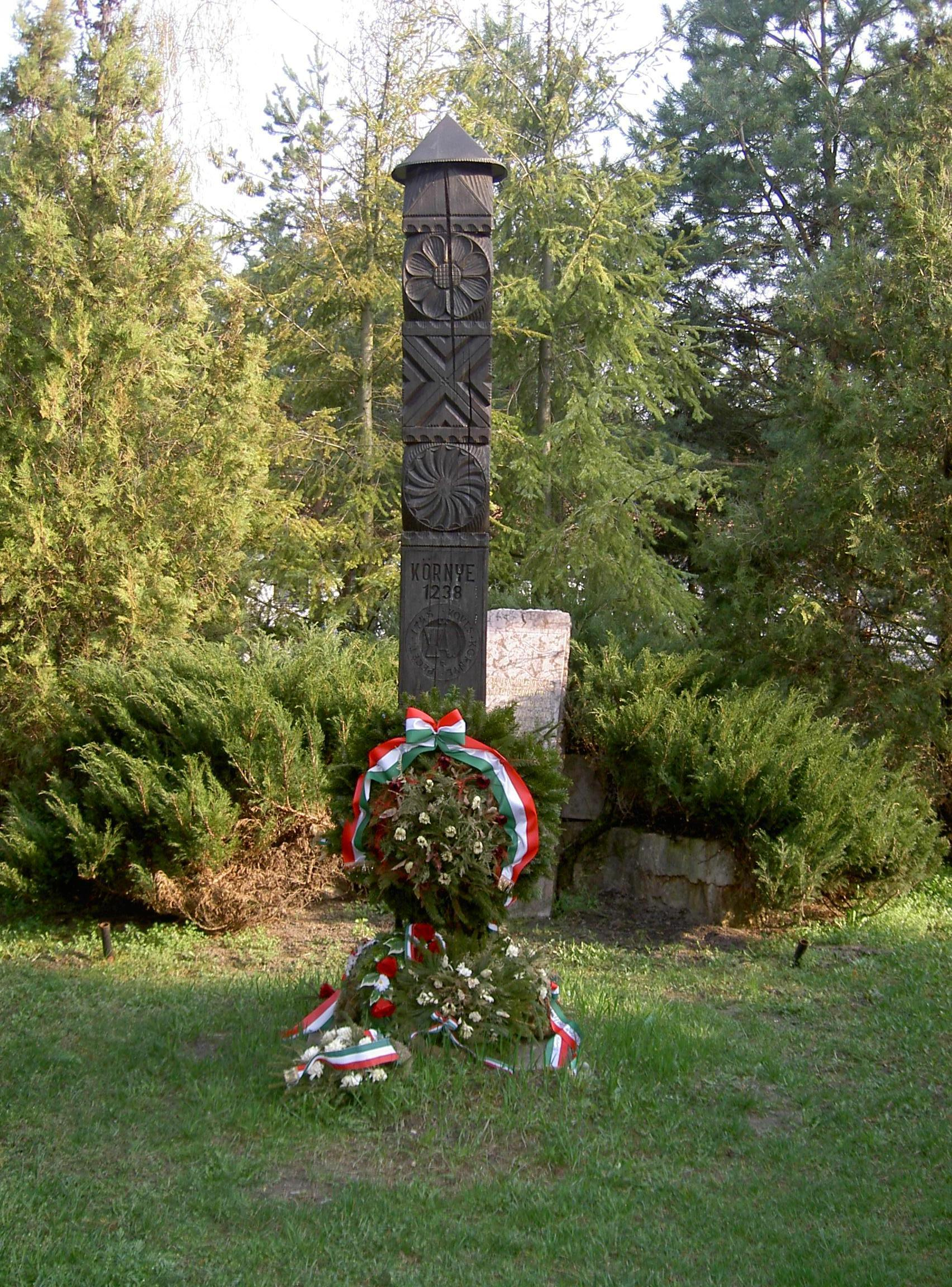
Alapítási emlékmű
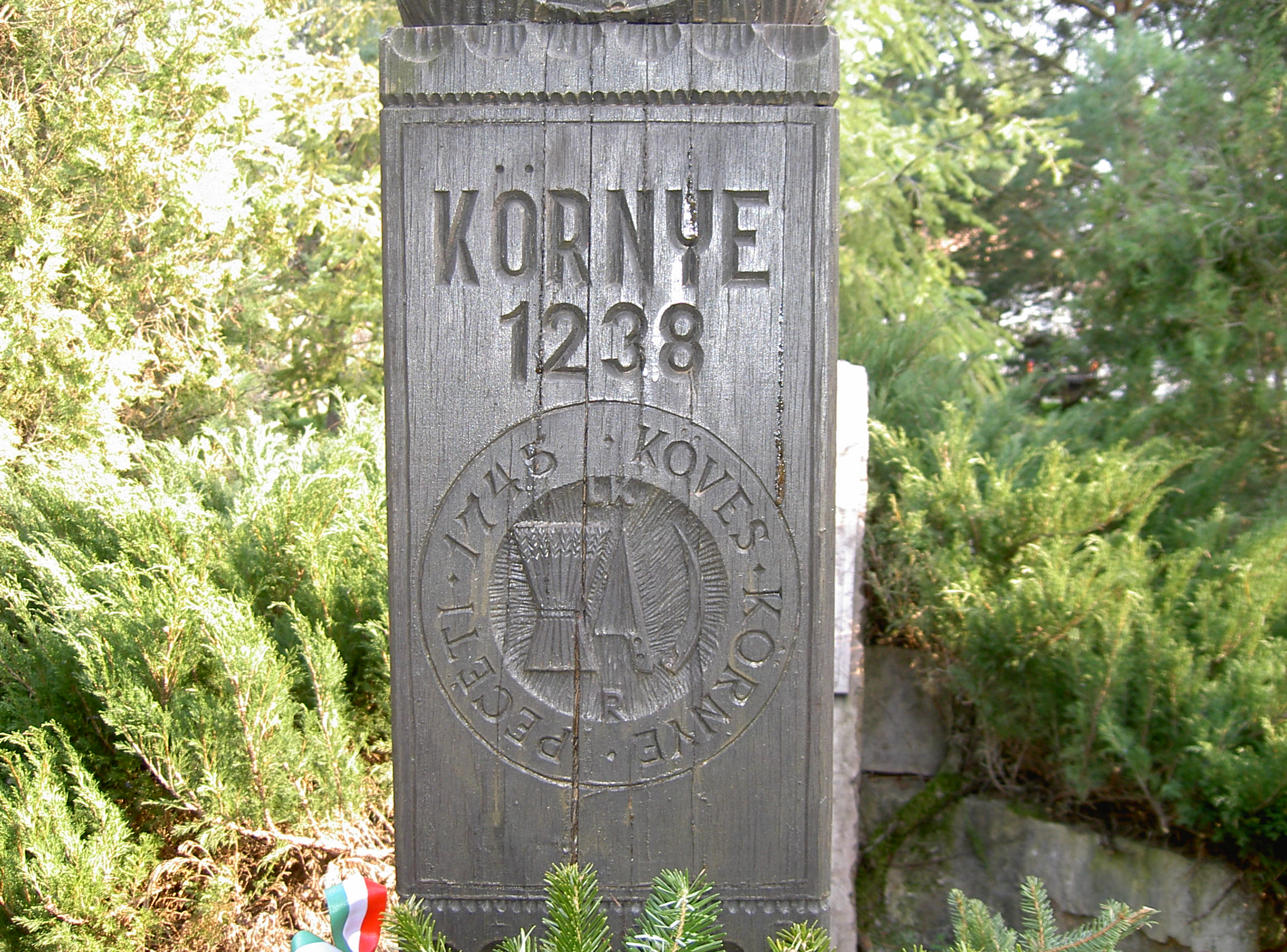
Alapítási emlékmű (a felirat közelről)
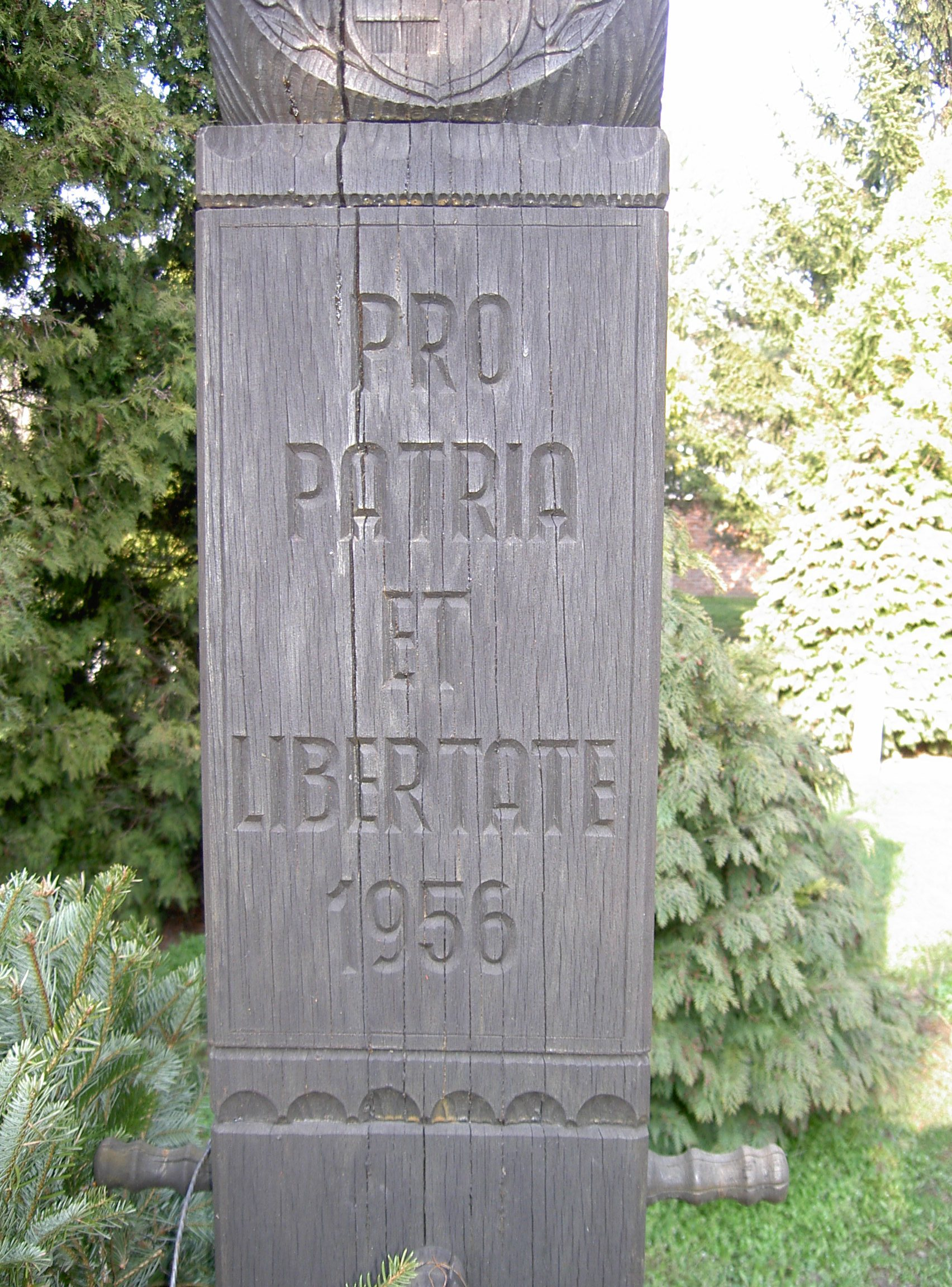
Alapítási emlékmű (jobb oldali felirat közelről)
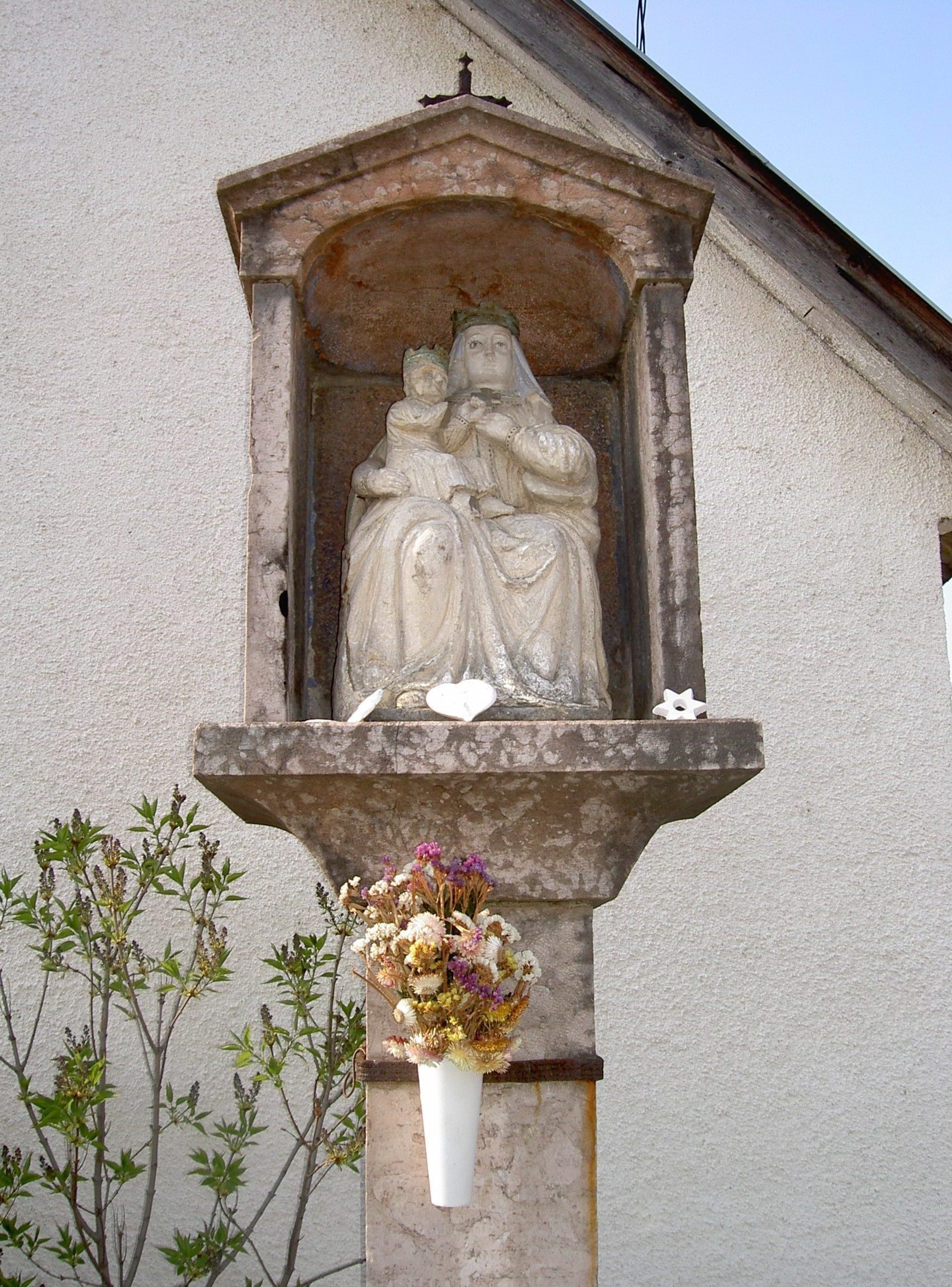
Vallási emlékmű (a felirat nagy része olvashatatlan de az még kivehető, hogy 1863-ban készült és van rajta egy név: Maria Wittman)
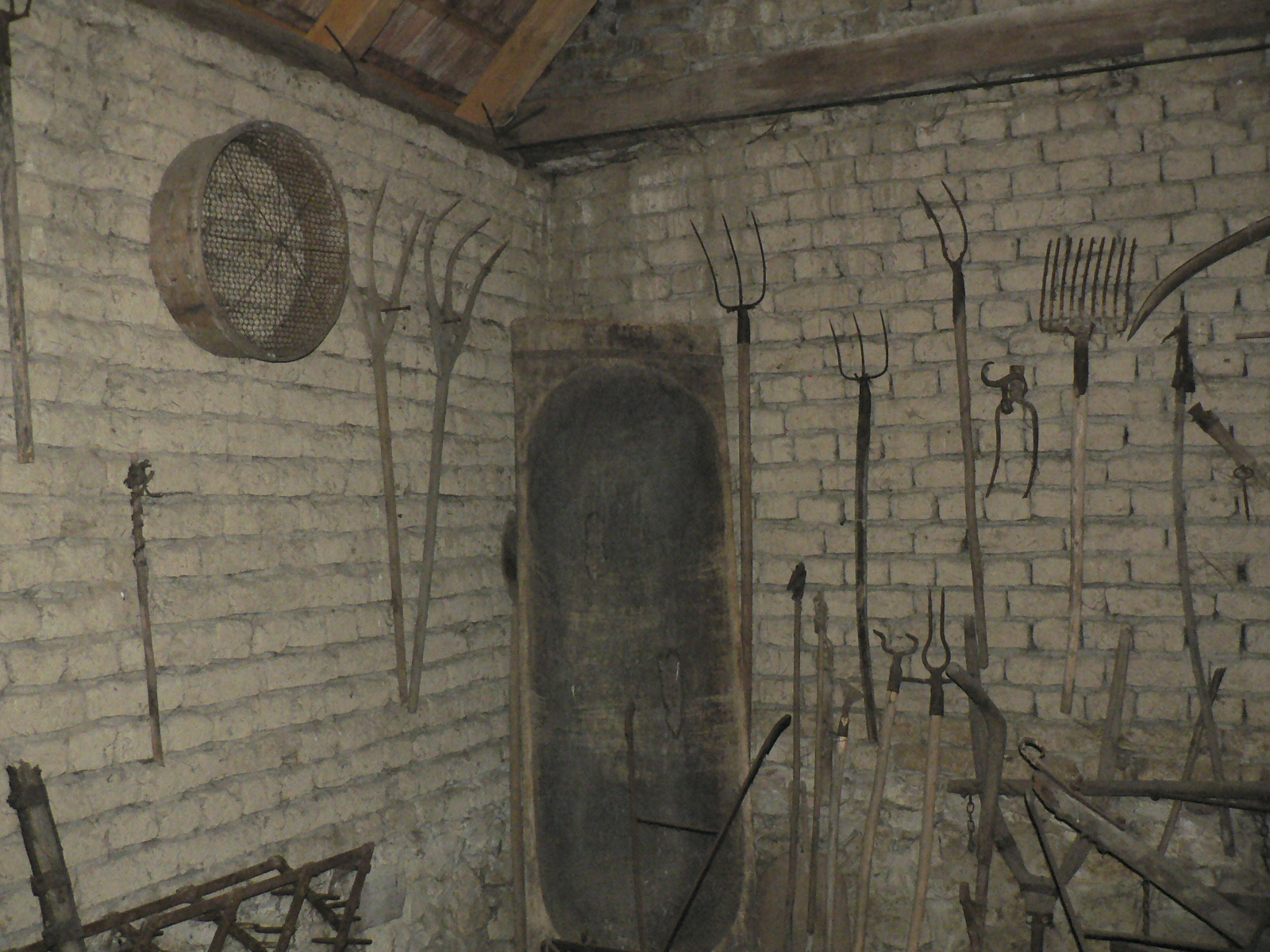
Régi szerszámok a környei tájház helytörténeti gyűjteményében
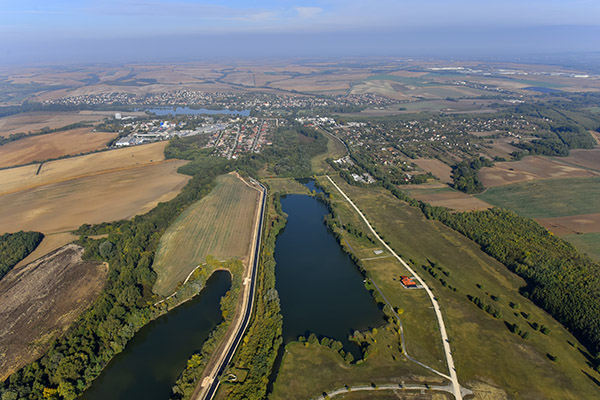
Környe látképe madártávlatból
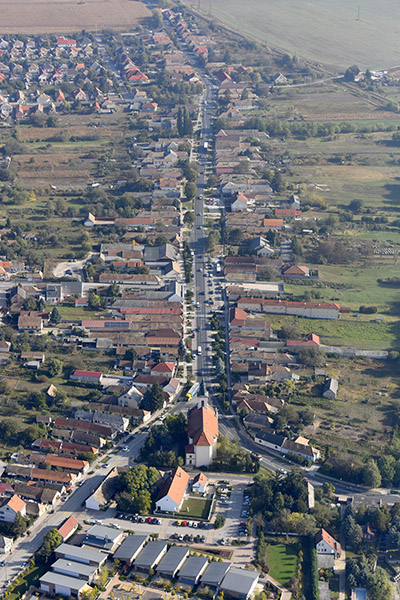
Környe légi felvételen
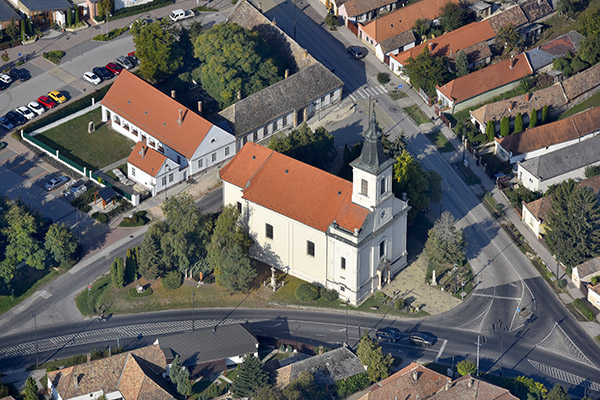
Környe katolikus temploma légi fotón